# Traunfeld (Lauterhofen)
Traunfeld ist ein Gemeindeteil des Marktes Lauterhofen im Landkreis Neumarkt in der Oberpfalz in Bayern.

## Lage
Das Pfarrdorf Traunfeld liegt etwa 10,5 Kilometer nordwestlich von Lauterhofen. Nachbarorte im Uhrzeigersinn sind Schupf, Waller, Aglasterhof, Deinschwang, Reicheltshofen, Häuselstein, Eismannsberg und Dippersricht. Der Ort liegt an der Kreisstraße NM 10 zwischen Deinschwang und Schupf.

## Beschreibung

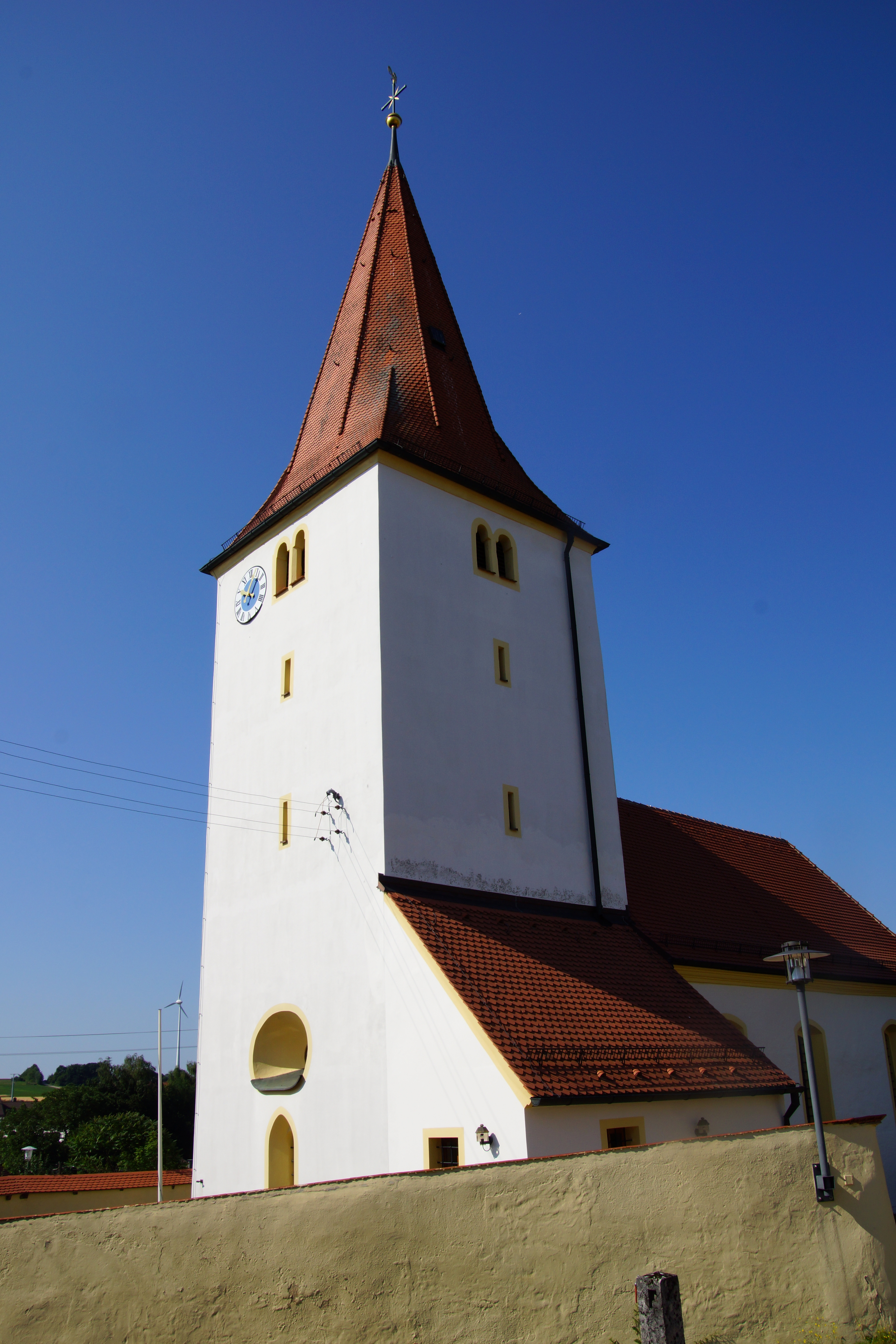
St. Willibald

Der Ort ist ländlich geprägt. Im Ortskern befinden sich fünf denkmalgeschützte Bauwerke, darunter die katholische Pfarrkirche St. Willibald.

## Traunfelder Bachtal

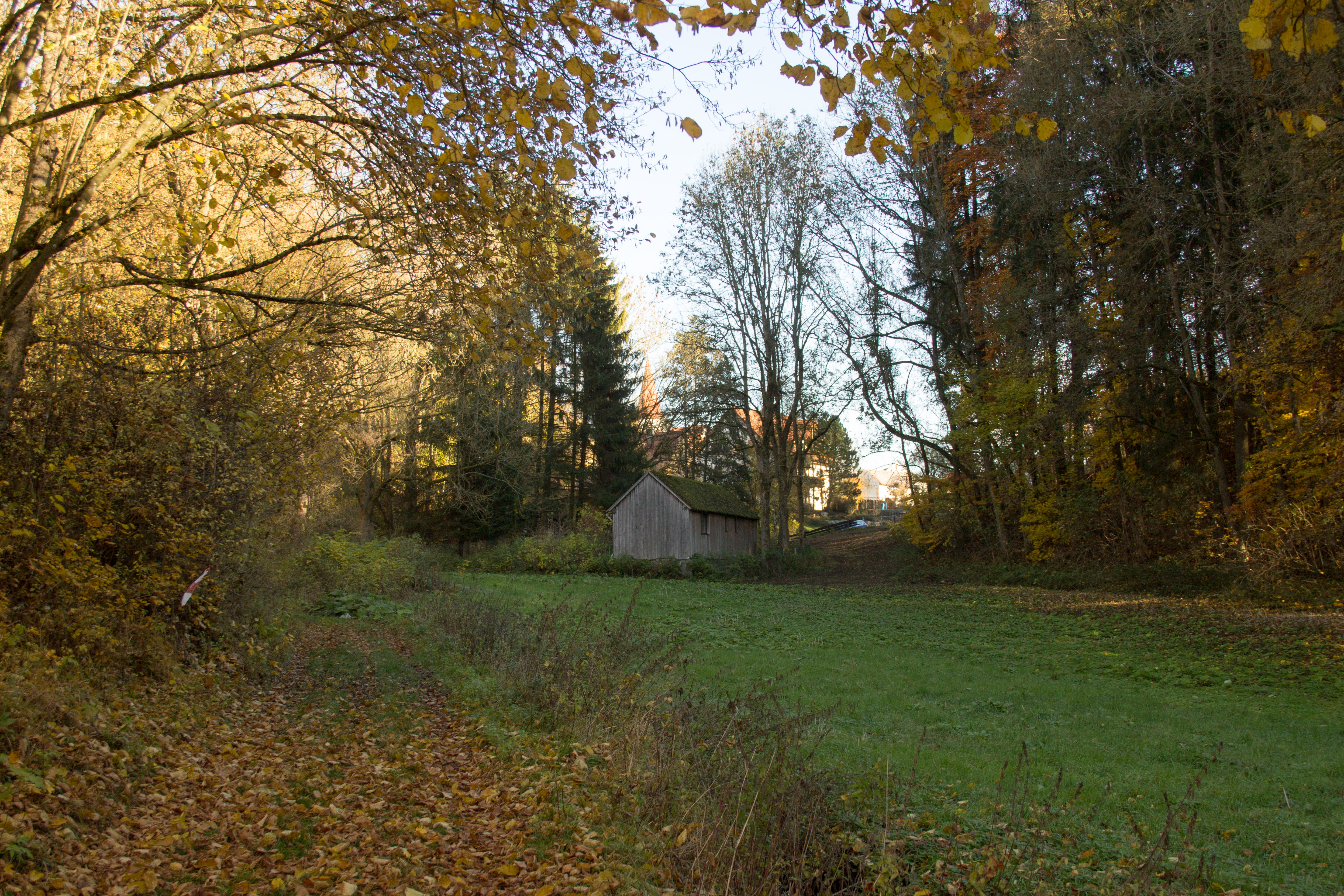
Traunfelder Bachtal nahe Traunfeld

Westlich von Traunfeld liegt das Traunfelder Bachtal. Der namensgebende Traunfelder Bach der in Traunfeld entspringt, hat sich hier tief in die Albhochfläche eingegraben. An den meist von Buchen bewachsenen Hängen befinden sich zahlreiche Quellen die zum Teil auch Fischteiche speisen. Der Traunfelder Bach mündet bei Hagenhausen in den Raschbach der bei Schleifmühle in die Schwarzach mündet.
Im Talgrund befanden sich einst einige Mühlen, von denen heute nur noch die Namen der Eratsmühle und Mauertsmühle zeugen.
Das Tal ist Bestandteil des ausgewiesenen Landschaftsschutzgebietes Traunfelder Bachtal (LSG-Nr. LSG-00121.14; WDPA-Nr. 395584).